# ناعومي ايزوكا
ناعومي ايزوكا (بالإنجليزية: Naomi Iizuka)‏ هي كاتِبة وكاتبة مسرحية أمريكية، ولدت في 22 أبريل 1965 في طوكيو في اليابان.